# Paris–Nizza 2008
Das 66. Radrennen Paris–Nizza fand vom 9. bis 16. März 2008 statt. Es wurde in einem Prolog und sieben Etappen über eine Distanz von 1.137,6 Kilometern ausgetragen. Auf der vierten Etappe wurde der berühmte Anstieg zum Mont Ventoux absolviert. 
Die 66. Austragung war zum ersten Mal seit 2005 nicht Teil der UCI ProTour seit deren Einführung. Der Veranstalter ASO schloss seine Rennen nach dem Streit mit der UCI aus der Rennserie aus.
Der Start der ersten Etappe wurde wegen starker Regenfälle von Amilly nach La Chapelotte verlegt, wodurch die Etappe von 184,5 auf 93,5 km verkürzt wurde.

## Etappen
| Etappe    | Tag      | Start–Ziel                 | km        | Etappensieger     | Gelbes Trikot    |
| --------- | -------- | -------------------------- | --------- | ----------------- | ---------------- |
| Prolog    | 9. März  | Amilly                     | 4,6 (EZF) | Thor Hushovd      | Thor Hushovd     |
| 1. Etappe | 10. März | La Chapelotte–Nevers       | 93,5      | Gert Steegmans    | Thor Hushovd     |
| 2. Etappe | 11. März | Nevers–Belleville          | 201       | Gert Steegmans    | Thor Hushovd     |
| 3. Etappe | 12. März | Fleurie–Saint-Étienne      | 164,5     | Kjell Carlström   | Sylvain Chavanel |
| 4. Etappe | 13. März | Montélimar–Mont Ventoux    | 176       | Cadel Evans       | Robert Gesink    |
| 5. Etappe | 14. März | Althen-des-Paluds–Sisteron | 172,5     | Carlos Barredo    | Robert Gesink    |
| 6. Etappe | 15. März | Sisteron–Cannes            | 203,5     | Sylvain Chavanel  | Davide Rebellin  |
| 7. Etappe | 16. März | Nizza–Nizza                | 122,5     | Luis León Sánchez | Davide Rebellin  |